# Chadwickryggen
Chadwickryggen is met een hoogte van 1640 meter de op drie na hoogste berg op de eilandengroep Spitsbergen. De berg ligt west van de Wijdefjord in Nieuw-Friesland.
De berg is vernoemd naar James Chadwick, een Brits natuurkundige en Nobelprijswinnaar.